# Ландер, Карл Иванович
Карл Ива́нович Ла́ндер (5 апреля 1883, Курляндская губерния — 29 июля 1937, Москва) — советский государственный и партийный деятель, историк и журналист. Председатель СНК Западной области. Депутат Учредительного Собрания и участник его заседания 5 января 1918 года. Нарком госконтроля РСФСР. Служил в ВЧК и ГПУ. Член коллеги Наркомата внешней торговли.

## Биография
Родился в деревне (мызе) Вергиналене, Гробинского уезда, Курляндской губернии в еврейской крестьянской семье.   С 12 лет работал грузчиком в порту. Получив среднее образование (окончил 3-х классное городское училище в Либаве), сдал экзамены экстерном в реальном училище, что позволило ему работать народным учителем. Подростком познакомился с известным толстовцем И. М. Трегубовым, но быстро разуверился в христианско-социалистической теории. Был арестован и в тюрьме познакомился с социал-демократами, стал марксистом. Посещал лекции историко-филологических факультетов Московского и Санкт-Петербургского университетов, но был исключён с 3 курса. Был журналистом и историком, издал в Санкт-Петербурге в 1908—1909 годах трёхтомный труд «История Латвии» на латышском языке.

Работал редактором газеты Самарский «Городской вестник».

### Революционная деятельность
Член РСДРП с 1905 года. Вёл партийную работу в Латвии, Москве, Петербурге, Самаре, Нижнем Новгороде. Участвовал в баррикадных боях в Москве в декабре 1905 года. Арестовывался семь раз, провёл в тюрьмах два года, но высылке не подвергался..

### На Западном фронте 1-й Мировой войны
После Февральской революции 1917 года был секретарём земского союза Западного фронта, одновременно — член Минского и Северо-Западного областных комитетов РСДРП(б). В октябре 1917 года член ВРК Западного фронта и председатель Минского совета рабочих и солдатских депутатов. Делегат Учредительного Собрания от Западного фронта и Минского округа № 9. Участник последнего заседания Учредительного Собрания 5 января 1918 года.

### Деятельность в Советской России
После октября 1917 года председатель СНК Западной области и фронта. Член Президиума ВЦИК. В 1918—1919 годах нарком госконтроля РСФСР, уполномоченный ЦК РКП(б) по мобилизации трудармейцев и налаживанию работы в Минской и Смоленской губернии. Отрицательно относился к реализации идеи создания белорусской государственности.

### На Северном Кавказе
В 1920 году особоуполномоченный ВЧК по Донской области и Северному Кавказу и начальник особого отдела ВЧК Кавказского фронта. Документы подписывал как «Полпред ВЧК на Кавказе». В этот период на Кавказе только специально командированных сотрудников ВЧК было более 80 человек К этому времени войска генерала А. И. Деникина были разбиты красными, однако набирало силу движение генерала П. Н. Врангеля. В связи с этим ВЧК применило массовый террор основанный на коллективной ответственности казаков.. Из листовки того времени:

Доводится до сведения всего населения, что по отношению к бело-зелёному движению нами приняты самые решительные шаги. Призывая к борьбе с этими разбойниками все трудовое население Кубани и Черноморья предлагаю:

1)- Сообщить ближайшим Советским Властям о место нахождении бело-зелёных банд.

2)- Принимать непосредственное участие в борьбе с этими разбойниками, обезоруживая их и арестовывая их главарей и подстрекателей.

3)- Сообщать о всех подозрительных лицах, скрывающихся в селениях, станицах и аулах.

4)- Своевременно сообщать о всех нападениях, учинённых бандами, и оказывать содействие Советским властям по ликвидации белогвардейского движения.

В случае невыполнения настоящих требований и оказания какого либо содействия бело-зелёным бандам, виновных ожидает самая жестокая расплата, а именно:

а)- Станицы и селения, которые укрывают белых и зеленых будут уничтожены, все взрослое население будет расстреляно, все имущество конфисковано.

б)- Все лица указавшие содействия бандам — будут немедленно расстреляны.

в)-У большинства находящихся в горах зелёных остались в селениях родственники. Все они взяты на учёт и в случае наступления банд, все взрослые родственники, сражающихся против нас, будут расстреляны, а малолетние высланы в центральную Россию.

г)- В случае массового выступления отдельных сёл, станиц и городов — мы будем принуждены применить к этим местах массовый террор: за каждого убитого советского деятеля поплатятся сотни жителей этих сел и станиц.

Наше предупреждение — не простая угроза! Советская Власть располагает достаточными средствами для осуществления всего этого. Предупреждая в последний раз обо всём этом население, объявляю, что зелёным, выдавшим своих руководителей, мы обещаем полное прощение.

Неповиновение этому приказу в семидневный срок повлечёт за собой тяжёлые кары, как для самих виновников, так и для их родственников. Карающая рука Советской Власти беспощадно сметёт всех своих врагов.— Обращение к населению с особым воззванием особо-уполномоченного ВЧК по Северному Кавказу Ландера.

Владикавказ. 1920 год
Для проведения этой политики Ландер организовал специальные трибуналы — «тройки» и казалось всё было предусмотрено, его инструкция гласила 

…использовать эти акции устрашения, чтобы захватить ценных заложников для последующего их расстрела и чтобы расширить масштабы экзекуций в отношении белых шпионов и контрреволюционеров вообще…
 Но результатами сам Ландер остался недоволен:

Вопрос красного террора был решён самым простейшим образом. Пятигорские чекисты решили расстрелять триста человек в один день. Они определили норму для города Пятигорска и для каждой из окрестных станиц и распорядились, чтобы партийные ячейки составили списки для исполнения. <…> Этот, крайне неудовлетворительный, метод привёл ко многим случаям сведения личных счетов. <…> В Кисловодске дело дошло до того, что было решено убить людей, находившихся в лазарете
Сам Ландер находился на Кавказе вероятно до конца сентября 1920 года, но только за один октябрь 1920 года созданные им «тройки» приговорили к смерти и тотчас расстреляли более шести тысяч человек.

### В Москве
В 1921 году заведующий агитпропотделом Московского комитета РКП(б). В 1922—1923 годах уполномоченный Советского правительства при иностранных миссиях помощи голодающим в России. В 1923—1925 годах член коллегии Наркомвнешторга СССР.

### Персональный пенсионер
В 1928 году Сталин, лично знавший Ландера ещё по работе в наркомате госконтроля, стал подозревать его в нелояльности и связях с внутрипартийными оппозиционными группами. В результате в возрасте 45 лет Ландер был отправлен на персональную пенсию. Занимался научно-литературной деятельностью.

### Смерть
Cкончался от туберкулёза в Москве 29 июля 1937 года.

## Труды
- Kārlis Landers Latwijas wehsture : kultur-wehsturiski apzerejumi 1 Baltijas senā wehsture. Zemes iekarošana un ordeņa laikmets Peterburgâ Gulbja Apgahdibâ 1908 (латыш.)
- Kārlis Landers Latwijas wehsture : kultur-wehsturiski apzerejumi 2 Peterburgâ Gulbja Apgahdibâ 1908 (латыш.)
- Kārlis Landers Latwijas wehsture : kultur-wehsturiski apzerejumi 3 Peterburgâ Gulbja Apgahdibâ 1909 (латыш.)
- J Jankavs; Kārlis Landers Progresiwo demokratu sinatne latweeschu wehstures jautajumos : kritika par Landera Latwijas wehsturi Rigā : J. Ozolin̦a apgahdibā, 1910 (латыш.)